# Anua alorensis
Anua alorensis là một loài bướm đêm trong họ Erebidae.